# Wolfsegg
Wolfsegg è un comune tedesco di 1 497 abitanti, situato nel land della Baviera.